# Marco Motta
Marco Motta (Merate, 14 mei 1986) is een Italiaans betaald voetballer die bij voorkeur in de verdediging speelt. Hij stond sinds 2007 onder contract bij Udinese Calcio. Dat verhuurde hem in juli 2010 voor een half jaar aan Juventus FC, dat daarbij een optie tot koop bedong. Udinese verhuurde Motta eerder aan Torino Calcio en AS Roma.

## Interlandcarrière
Motta nam met het Italiaans olympisch voetbalelftal deel aan de Olympische Spelen van 2008 in China. Daar werd de ploeg onder leiding van bondscoach en oud-international Pierluigi Casiraghi uitgeschakeld door België in de kwartfinales: 3–2.

## Cluboverzicht
| Seizoen | Club              | Competitie | Wedst | Goals |
| ------- | ----------------- | ---------- | ----- | ----- |
| 2004/05 | Atalanta Bergamo  | Serie A    | 19    | 0     |
| 2005/06 | Udinese Calcio    | Serie A    | 6     | 1     |
| 2006/07 | Udinese Calcio    | Serie A    | 16    | 0     |
| 2007/08 | → Torino Calcio   | Serie A    | 24    | 1     |
| 2008/09 | Udinese Calcio    | Serie A    | 14    | 0     |
| 2009/10 | → AS Roma         | Serie A    | 29    | 0     |
| 2010/11 | → Juventus FC     | Serie A    | 22    | 0     |
| 2011/12 | Juventus FC       | Serie A    | 0     | 0     |
| 2011/12 | → Calcio Catania  | Serie A    | 12    | 0     |
| 2012/13 | → Bologna FC 1909 | Serie A    | 19    | 1     |
| 2013/14 | Juventus FC       | Serie A    | 2     | 0     |
| 2013/14 | → Genoa CFC       | Serie A    | 13    | 0     |
| 2014/15 | Juventus FC       | Serie A    | 0     | 0     |
|         |                   | Totaal     | 175   | 3     |